# Dýchací cesty

Dýchací soustava člověka

Dýchací cesty tvoří součást těla vyšších živočichů, v jejich tělech jsou pak části dýchací soustavy, jimiž proudí při dýchání vzduch (a to z vnějšího prostředí do plicních sklípků). Začínají v ústech a nose a pokračují přes hrtan, průdušnice a průdušky do plic.

## Cesta u člověka
- dutina nosní
- nosohltan
- hrtan
- průdušnice
- průdušky
- plíce
  - průdušinky
  - plicní váčky
  - plicní sklípky

Dýchací soustava zajišťuje dýchání, výměnu kyslíku a oxidu uhličitého. Plíce jsou tvořeny plicními sklípky, ve kterých k výměně těchto plynů mezi krví a vzduchem dochází. V hrtanu vzniká hlas.